# Wilhelm Rapp (Jurist)
Wilhelm Rapp (* 1942) ist ein deutscher Jurist.

## Leben
Wilhelm Rapp war bis April 2007 Präsident des Hamburgischen Verfassungsgerichts sowie des Hanseatischen Oberlandesgerichts (HansOLG).
In seiner Verabschiedungsrede richtete er mahnende Worte an die Politik, welche im Zuge seiner Nachfolgediskussion die Politikverdrossenheit geschürt habe.
Am Verfassungsgericht folgt ihm Gerd Harder, am HansOLG Erika Andreß nach.
Von 2008 bis 2020 war er ehrenamtlicher Präsident des Landesverbandes Hamburg des Deutschen Roten Kreuzes.
Rapp ist Träger des Emil-von-Sauer-Preises und Mitglied der SPD. Er engagiert sich seit 1988 im Rotary Club Hamburg-Dammtor.